# Отто Марсеус ван Скрик
Отто Марсеус ван Скрик (нидерл. Otto Marseus van Schrieck; ок. 1619, Неймеген — похоронен 22 июня 1678, Амстердам) — художник Золотого века Голландии, представитель голландского натюрморта.

О происхождении и формировании ван Скрика мало что известно. В 1648 году он отправился в сопровождении художника Маттиаса Витхоса в Италию, где он работал у великого герцога Фердинандо II Медичи. Там он встретил Виллема ван Алста, с которым он подружился. С не позднее чем до 1652 года, он работал в Риме. В 1657 он вернулся в Голландию с Виллемом ван Алстом и поселился в Амстердаме. Кроме того, он путешествовал по Англии и Франции.
У него была особая любовь к ярким насекомым и рептилиям, которые он держал в террариумах и увековечил с любовью в своих произведениях. Поиск таких животных, дал ему прозвище «Snuffelaer».
Ван Скрик сначала рисовал натюрморты с пышными букетами цветов. Позже стал рисовать насекомых и рептилий. Именно это помогло ему получить известность и признание.